# 鼠膽龍威
《鼠膽龍威》是1995年上映的英屬香港动作喜剧電影。王晶導演，李連杰、張學友、邱淑貞及楊采妮領銜主演。全片主要模仿1988年荷里活電影《虎膽龍威》。

## 演员
| 演員   | 角色             | 備註                                                   |
| 李連杰 | 李傑/李大膽      | 前新加坡武裝部隊上尉，後加入龍家班 (粵語配音：陳欣)    |
| 張學友 | 龍威/Frankie     | 電影巨星 角色影射：成龍                                |
| 邱淑貞 | 樂慧貞           | 城市睇真D記者 (粵語配音：何錦華)                       |
| 周嘉玲 | 菲菲             | 醫生手下 (粵語配音：陸惠玲)                            |
| 王霄   | 醫生             | 劫案主謀 口頭禪：「人一定要靠自己」 (粵語配音：杜燕歌) |
| 楊采妮 | Jayce            | 酒店服務員、阿甘女友 (粵語配音：馮蔚衡)                |
| 楊宗憲 | 阿甘             | CID探員 (粵語配音：郭志權)                             |
| 周比利 | 喪邦             | 醫生手下 (粵語配音：周志輝)                            |
| 午馬   | 龍威父親         | (粵語配音：劉丹) 角色影射：房道龍                      |
| 曹查理 | 查理             | 龍威經理人 (粵語配音：盧雄) 角色影射：陳自強           |
| 林國斌 | 兔子             | 醫生弟弟 (粵語配音：張炳強)                            |
| 李力持 | 黎小田（白痴黎） | 電視台監製 (粵語配音：古明華)                          |
| 關秀媚 | 李杰妻子         | 客串 (粵語配音：曾秀清)                                |
| 谷德昭 | 電視台攝影記者   | 客串 (粵語配音：林保全)                                |
| 盧雄   | 配音領班         | 客串 (粵語配音：周志輝)                                |
| 盧慶輝 | 電視台同事       | 客串                                                   |

## 與虎膽龍威角色比較
| 香港版 | 荷里活版            |
| 李連杰 | 布斯·韋利士         |
| 王霄   | 阿倫·烈卡文         |
| 楊宗憲 | Reginald VelJohnson |
| 周比利 | Alexander Godunov   |

## 獎項
| 頒獎典禮     | 獎項         | 名單      | 結果 |
| ------------ | ------------ | --------- | ---- |
| 第32屆金馬獎 | 最佳男配角   | 張學友    | 提名 |
| 第32屆金馬獎 | 最佳動作指導 | 元奎,元德 | 提名 |

## 外部連結
- 開眼電影網上《鼠膽龍威》的資料（繁體中文）
- 香港影庫上《鼠膽龍威》的資料（繁體中文）
- 时光网上《鼠膽龍威》的資料（简体中文）
- 豆瓣电影上《鼠膽龍威》的資料 （简体中文）
- AllMovie上《鼠膽龍威》的资料（英文）
- 爛番茄上《鼠膽龍威》的資料（英文）
- 互联网电影数据库（IMDb）上《鼠膽龍威》的资料（英文）